# Kjell-Åke Andersson

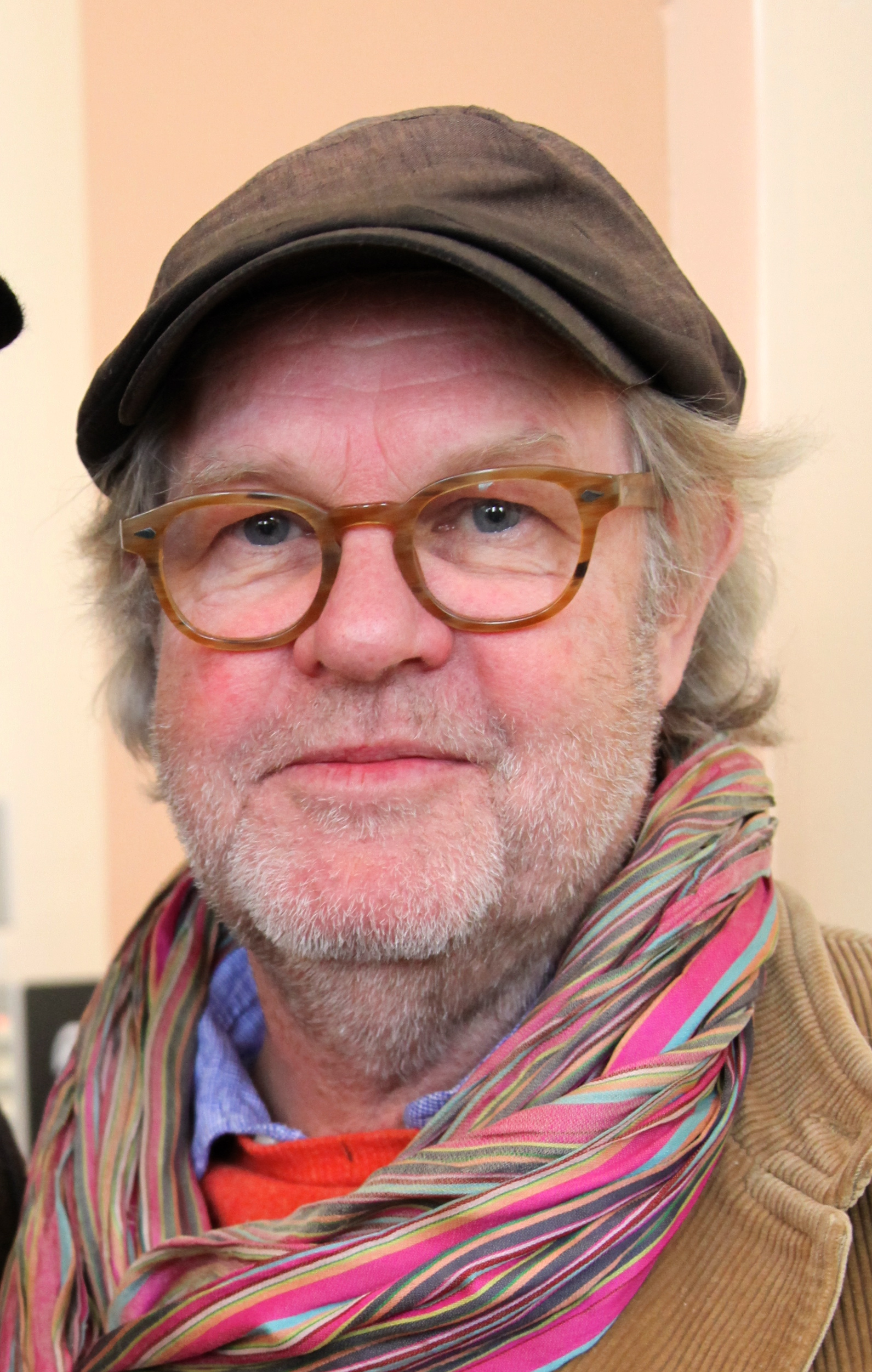
Kjell-Åke Andersson 2012

Kjell-Åke Gunnar Andersson (* 7. Juni 1949 in Malmö, Schweden) ist ein schwedischer Filmregisseur, Drehbuchautor und Kameramann.

## Werdegang
Andersson wuchs in seiner Jugend in Karlstad, Provinz Värmlands län auf. Nach seiner Schulausbildung studierte er am Dramatiska institutet i Stockholm Film und Fotografie. Nach dessen Absolvierung 1977 arbeitete er als Regisseur bei vielen schwedischen Dokumentarfilmen und Musikvideos mit. Auch bei entsprechenden Film- und Fernsehproduktionen ist er seitdem als Filmregisseur, Drehbuchautor und Kameramann tätig. 1993 wurde er gemeinsam mit Magnus Nilsson für den Film Mein großer starker Vater (Min store tjocke far) mit dem Guldbagge-Filmpreis in der Kategorie Bestes Drehbuch ausgezeichnet.

## Filmografie (Auswahl)
- 1980: Vi hade i alla fall tur med vädret (Drehbuchautor und Kameramann)
- 1992: Mein großer starker Vater (Min store tjocke far) (Drehbuchautor)
- 1996: Juloratoriet (Regisseur und Drehbuchautor)
- 2001: Familjehemligheter (Regisseur und Drehbuchautor)
- 2002: Stackars Tom (Fernsehserie) (Regisseur)
- 2002: ABBA: The Definitive Collection (Kameramann)
- 2003: Mamma pappa barn (Regisseur)
- 2005: Mankells Wallander: Vor dem Frost (Wallander – Innan frosten) (Regisseur)
- 2007: Pirret (Regisseur)
- 2008: Vi hade i alla fall tur med vädret – igen (Regisseur und Drehbuchautor)
- 2011: Någon annanstans i Sverige (Regisseur)